# Тайтус (округ, Техас)
Шаблон:StateAbbr_ 33°13′ пн. ш. 94°58′ зх. д. / 33.22° пн. ш. 94.97° зх. д.
Округ Тайтус (англ. Titus County) — округ (графство) у штаті Техас, США. Ідентифікатор округу 48449.

## Історія
Округ утворений 1846 року.

## Демографія
За даними перепису 2000 року загальне населення округу становило 28118 осіб, зокрема міського населення було 13450, а сільського — 14668. Серед мешканців округу чоловіків було 13900, а жінок — 14218. В окрузі було 9552 домогосподарства, 7150 родин, які мешкали в 10675 будинках. Середній розмір родини становив 3,36.
Віковий розподіл населення поданий у таблиці:
| Стать    | До 15 років | 15-21 | 22-29 | 30-39 | 40-49 | 50-65 | 65-85 | Понад 85 |
| -------- | ----------- | ----- | ----- | ----- | ----- | ----- | ----- | -------- |
| Чоловіки | 3693        | 1519  | 1647  | 2034  | 1747  | 1858  | 1258  | 144      |
| Жінки    | 3458        | 1474  | 1494  | 1988  | 1748  | 1939  | 1743  | 374      |

## Суміжні округи
- Ред-Ривер — північ
- Морріс — схід
- Кемп — південь
- Франклін — захід

## Виноски
1. ↑  U.S. Decennial Census. United States Census Bureau. Архів оригіналу за 12 травня 2015. Процитовано 11 травня 2015.
2. ↑  Texas Almanac: Population History of Counties from 1850–2010 (PDF). Texas Almanac. Архів оригіналу (PDF) за 26 лютого 2015. Процитовано 11 травня 2015.
3. ↑  State & County QuickFacts. United States Census Bureau. Архів оригіналу за 21 липня 2011. Процитовано 26 грудня 2013. [Архівовано 2011-10-18 у Wayback Machine.](англ.) Наведено за англійською вікіпедією.
4. ↑  American FactFinder. Бюро перепису населення США. Архів оригіналу за 26 лютого 2012. Процитовано 31 січня 2008. [Архівовано 2008-05-21 у Wayback Machine.]

| США | Це незавершена стаття з географії США. Ви можете допомогти проєкту, виправивши або дописавши її. |